# Noel Alimentària
Noel Alimentària és una empresa catalana dedicada al sector alimentari fundada per Josep Bosch i Callís el 1940. Està ubicada a Sant Joan les Fonts, a la comarca de la Garrotxa. L'empresa està especialitzada en la comercialització d'embotits, productes cuits, curats i plats cuinats, i és present a més de 55 països. El 2021 va facturar 427 milions d’euros, amb una exportació internacional del 50%. El 2023 va facturar 638 M€. Amb més de 2.000 treballadors, es calcula que genera un impacte aproximat del 16% de tot el PIB de la Garrotxa.

## Història

### Inicis
Es tracta d'una empresa gestionada per una nissaga familiar. El seu fundador fou Josep Bosch i Callís, qui va obrir un petit obrador a Olot, des d'on elaborava embotits. Poc després, amb el seu soci Salvador Berga, van comprar la fàbrica d'embotits de Mateu Vidal. El 1946 van registrar la marca Noel.

### Expansió
Durant la dècada de 1950 es van especialitzar en vendre pernil cuit en llauna, i l'empresa va quedar en mans del seu fill, Albert Bosch i Sala, qui en fou el gran impulsor. A finals de la mateixa dècada van obrir una nova fàbrica a l'Avinguda Maestrat d'Olot.
Durant la dècada de 1960 van fer el salt al mercat espanyol, i posteriorment als Estats Units, Bulgària o el Japó. El 1972 va crear una nova fàbrica, a Begudà, al municipi de Sant Joan les Fonts. Durant aquesta dècada van fer diverses campanyes promocionals amb l'il·lustrador Joaquim Muntañola. L'any 1987 Anna Bosch i Güell -filla d'Albert Bosch i Sala- i el seu espòs Joan Boix i Sans es van fer càrrec de la direcció de l'empresa.

### Segle XXI
Durant la dècada dels anys 2000 van canviar de nom oficial de Embutidos y Jamones Noel, SA a Noel Alimentària, incorporant una nova línia de plats preparats. L'empresa va anar creixent i el 2010 tenia un miler de treballadors i diverses plantes de producció. El 2011 Els germans Albert i Xavier Boix i Bosch es van incorporar a l'empresa, ja com a quarta generació de la nissaga. El 2015 es van ampliar les instal·lacions a Sant Joan les Fonts, amb una nova fàbrica de 18.000 metres quadrats El 2016 va iniciar una nova línia de negoci amb productes vegetarians i vegans.
El 2023 l'empresa comptava amb vuit plantes de producció ubicades a les províncies de Girona, Barcelona i Osca, arribant a més de 55 països.
L'empresa disposa del certificat Welfair basat en les 5 llibertats del benestar animal i l'Animal AENOR Conform, basat en el referencial europeu Welfair Quality Awin. També tenen la certificació USDA, del Departament d'Agricultura dels Estats Units, la Sedex, que assegura que la companyia duu a terme un negoci responsable i l'IFS Food, que certifica el control de qualitat i seguretat alimentària durant tot el procés de producció.
Més enllà de les línies de negoci, el 2004 va crear la Fundació Albert Bosch, que fomenta la recerca en temes vinculats a malalties infantils, especialment el càncer infantil. Col·labora amb l'Hospital Vall d'Hebron de Barcelona.

## Directors
- 1940 -???? - Josep Bosch i Callís
- ???? - 1987 - Albert Bosch Sala
- 1987 - 2023 Joan Boix i Anna Bosch Güell[6][14]
- 2023 - Albert Boix[2]

## Premis i reconeixements
- 2015 - Premi a la Trajectòria, atorgat per la Cambra de Comerç de Girona.[15]
- 2021 - Empresa de l'any, atorgat per El Periódico de Catalunya.[16]
- 2023 - Premi Responsabilitat de Catalunya.[17]